# Gold Cobra
Gold Cobra (с англ. — «золотая кобра») — пятый студийный альбом американской ню-метал/рэп-метал-группы Limp Bizkit, выпущенный 24 июня 2011 года в Соединённых Штатах на лейблах Flip Records и Interscope Records. Данный альбом является первым после воссоединения группы в 2009 году и первым в оригинальном составе группы со времён третьего альбома Chocolate Starfish and the Hot Dog Flavored Water.
Альбом, получивший смешанные отзывы, был продан тиражом в 27 000 копий в течение первой недели в США и достиг 16-го места в чарте Billboard 200.

## Предыстория
В 2004 году Limp Bizkit записали мини-альбом The Unquestionable Truth (Part 1) с вернувшимся участником Уэсом Борландом, а также с Сэмми Сиглером, который заменил Джона Отто на большей части EP. Вскоре после выпуска сборника Greatest Hitz группа взяла перерыв.

## Звучание альбома
Gold Cobra содержит эклектичное и разнообразное звучание, но при этом он также похож по стилю на ранние работы группы. Звучание альбома в большей степени сфокусировано на гитарах Уэса Борланда, чем на тёрнтейбле DJ Lethal’а. Игра бас-гитары Сэма Риверса включает в себя такие направления, как джаз и фанк, в свою очередь игра Уэса сочетает в себе влияние различных музыкальных направлений: от хэви-метала и хард-рока до электронной музыки, а клавишные и семплы DJ Lethal’а придают альбому мелодичное и чистое звучание. Заглавная композиция «Introbra» содержит сигнал системного оповещения и по звучанию данное интро является более мрачным, чем интро в альбомах Significant Other и Chocolate Starfish and the Hot Dog Flavored Water. Каждая вступительная часть песен в альбоме сочетает в себе такие жанры, как хип-хоп и джаз. В отличие от трёх предыдущих альбомов, в Gold Cobra отсутствуют приглашённые музыканты.

## Об альбоме
После выпуска альбома The Unquestionable Truth (Part 1), вокалист группы Фред Дёрст начал заниматься продюсированием короткометражных фильмов, в то время как гитарист Уэс Борланд продолжил работу со своим проектом Black Light Burns. В середине 2008 года на странице группы в социальной сети Myspace начали появляться упоминания о возможном возрождении группы в прежнем составе. 12 февраля 2009 было официально объявлено о возрождении группы и начале концертного тура.

## Критика
| Совокупная оценка    | Совокупная оценка |
| Источник             | Оценка            |
| -------------------- | ----------------- |
| Metacritic           | (53/100)          |
| Оценки критиков      |                   |
| Источник             | Оценка            |
| AllMusic             | [ 14 ]            |
| About.com            | [ 15 ]            |
| Artistdirect         | [ 16 ]            |
| Consequence of Sound | [ 1 ]             |
| Entertainment Weekly | (C−)              |
| IGN                  | (7.0/10)          |
| Kerrang              | [ 19 ]            |
| NME                  | (1/10)            |
| PopMatters           | (8/10)            |

Gold Cobra, опираясь на 11 отзывов, получил смешанные или средние отзывы музыкальных критиков.

## Продажи
Альбом дебютировал на 16-м месте в Billboard 200 с 27 000 копиями, проданных за первую неделю. В первые 6 месяцев после выпуска было продано 63 000 копий в США. Согласно Nielsen SoundScan в Соединённых Штатах было продано 77 000 копий альбома на 2013 год.

## Список композиций
Все тексты написаны Фредом Дёрстом, кроме «Middle Finger» (Пол Уолл и Фред Дёрст), вся музыка написана Limp Bizkit, кроме «Back Porch» (Фред Дёрст и Boney B.eats), «Combat Jazz» & «Middle Finger» (Mathematics).
| №                   | Название            | Длительность |
| ------------------- | ------------------- | ------------ |
| 1.                  | «Introbra»          | 1:20         |
| 2.                  | «Bring It Back»     | 2:17         |
| 3.                  | «Gold Cobra»        | 3:53         |
| 4.                  | «Shark Attack»      | 3:26         |
| 5.                  | «Get A Life»        | 4:54         |
| 6.                  | «Shotgun»           | 4:32         |
| 7.                  | «Douche Bag»        | 3:42         |
| 8.                  | «Walking Away»      | 4:45         |
| 9.                  | «Loser»             | 4:53         |
| 10.                 | «Autotunage»        | 5:00         |
| 11.                 | «90.2.10»           | 4:18         |
| 12.                 | «Why Try»           | 2:51         |
| 13.                 | «Killer In You»     | 3:46         |
| Общая длительность: | Общая длительность: | 49:37        |

| №                   | Название            | Длительность |
| ------------------- | ------------------- | ------------ |
| 14.                 | «Back Porch»        | 3:22         |
| 15.                 | «My Own Cobain»     | 3:40         |
| 16.                 | «Angels»            | 3:20         |
| Общая длительность: | Общая длительность: | 59:57        |

| №                   | Название            | Длительность |
| ------------------- | ------------------- | ------------ |
| 14.                 | «Back Porch»        | 3:22         |
| 15.                 | «My Own Cobain»     | 3:40         |
| 16.                 | «Angels»            | 3:20         |
| 17.                 | «Los Angeles»       | 2:53         |
| Общая длительность: | Общая длительность: | 62:50        |

| №                   | Название                              | Длительность |
| ------------------- | ------------------------------------- | ------------ |
| 14.                 | «Back Porch»                          | 3:22         |
| 15.                 | «My Own Cobain»                       | 3:40         |
| 16.                 | «Angels»                              | 3:20         |
| 17.                 | «Middle Finger» (featuring Paul Wall) | 4:27         |
| Общая длительность: | Общая длительность:                   | 64:24        |

| №                   | Название                          | Длительность |
| ------------------- | --------------------------------- | ------------ |
| 14.                 | «Back Porch»                      | 3:22         |
| 15.                 | «My Own Cobain»                   | 3:40         |
| 16.                 | «Angels»                          | 3:20         |
| 17.                 | «Combat Jazz» (featuring Raekwon) | 2:37         |
| Общая длительность: | Общая длительность:               | 62:34        |

## Чарты
| Чарт (2011)                    | Высшая позиция |
| ------------------------------ | -------------- |
| Австралия                      | 12             |
| Австрия                        | 2              |
| Канада                         | 13             |
| Германия                       | 1              |
| Россия                         | 3              |
| Швейцария                      | 2              |
| Великобритания                 | 30             |
| Соединённые Штаты              | 16             |
| Billboard (Digital Albums)     | 11             |
| Billboard (Rock Albums)        | 3              |
| Billboard (Alternative Albums) | 2              |
| Billboard (Hard Rock Albums)   | 1              |
| Billboard (Tastemaker Albums)  | 21             |

### Годовые чарты
| Чарт (2011)           | Позиция |
| --------------------- | ------- |
| Austrian Albums Chart | 57      |
| German Albums Chart   | 66      |
| Russian Albums Chart  | 45      |

## История релиза
| Страна   | Дата         | Формат | Лейбл      |
| -------- | ------------ | ------ | ---------- |
| Европа   | 24 июня 2011 | CD ЦД  | Interscope |
| США      | 28 июня 2011 | CD ЦД  | Interscope |
| Япония   | 29 июня 2011 | CD ЦД  | Interscope |
| Бразилия | 19 июля 2011 | CD ЦД  | Universal  |